# Bromuro de bencilo
El bromuro de bencilo es un compuesto orgánico de fórmula C
6H
5CH
2Br cuya estructura corresponde a un anillo de benceno sustituido con un grupo bromometilo. Es un líquido incoloro con propiedades lacrimógenas. El compuesto es un reactivo para introducir grupos bencílicos.

## Síntesis y estructura
El bromuro de bencilo puede sintetizarse mediante bromación del tolueno en condiciones que favorecen la halogenación de radicales libres:
La estructura se ha examinado mediante difracción de electrones.

## Aplicaciones
El bromuro de bencilo se utiliza en síntesis orgánica para introducir grupos bencilo cuando el cloruro de bencilo, que es menos caro, no es suficientemente reactivo.
Las benzilaciones se consiguen a menudo en presencia de cantidades catalíticas de yoduro de sodio, que genera in situ el yoduro de bencilo, que es más reactivo.
En algunos casos, el bencilo sirve como grupo protector para alcoholes y ácidos carboxílicos.

## Seguridad
El bromuro de bencilo es un potente lacrimógeno que también irrita intensamente la piel y las membranas mucosas. Debido a estas propiedades, se ha utilizado en la guerra química, tanto en combate como en entrenamiento, por su naturaleza irritante pero no letal.